# Nectandra longipetiolata
Nectandra longipetiolata là một loài thực vật thuộc họ Lauraceae. Đây là loài đặc hữu của Costa Rica.